# Renault 8
Renault 8/10 — серия легковых автомобилей, выпускавшийся французской компанией Renault с 1962 по 1976 год.
Представленный 16 июня 1962 года Renault 8, преемник заднеприводных моделей 4CV и Dauphine, выглядел современнее и был удобнее внутри. В 1964 году появился Renault 8 Major с более мощным двигателем и улучшенной отделкой салона. Летом следующего года был представлен Renault 10 Major, более роскошная версия базового автомобиля с новым удлинённым кузовом. В конце 1967 года эта модель была модернизирована, в частности, получила квадратные фары, и стала называться просто Renault 10.
Но наибольшую известность «восьмёрка» получила благодаря спортивной версии Renault 8 Gordini. Окрашенный во «Французский синий» (фр. Bleu de France), этот недорогой, лёгкий и быстрый автомобиль, оснащённый специально для него спроектированным двигателем, сделал автоспорт доступным каждому.
Помимо Франции и Испании, в немного изменённом виде модели собирались в Румынии и Болгарии. Всего было изготовлено 1 миллион 329 тысяч автомобилей.

## Кузов и оборудование
Когда президент Renault спросил недавно принятого на работу дизайнера компании Филиппа Шарбонне (англ. Philippe Charbonneaux), что бы он хотел изменить в готовящемся приемнике модели Dauphine, ответом было: — «Всё»! И он получил разрешение на полную переработку проекта, с одним условием, закончить все работы за месяц.

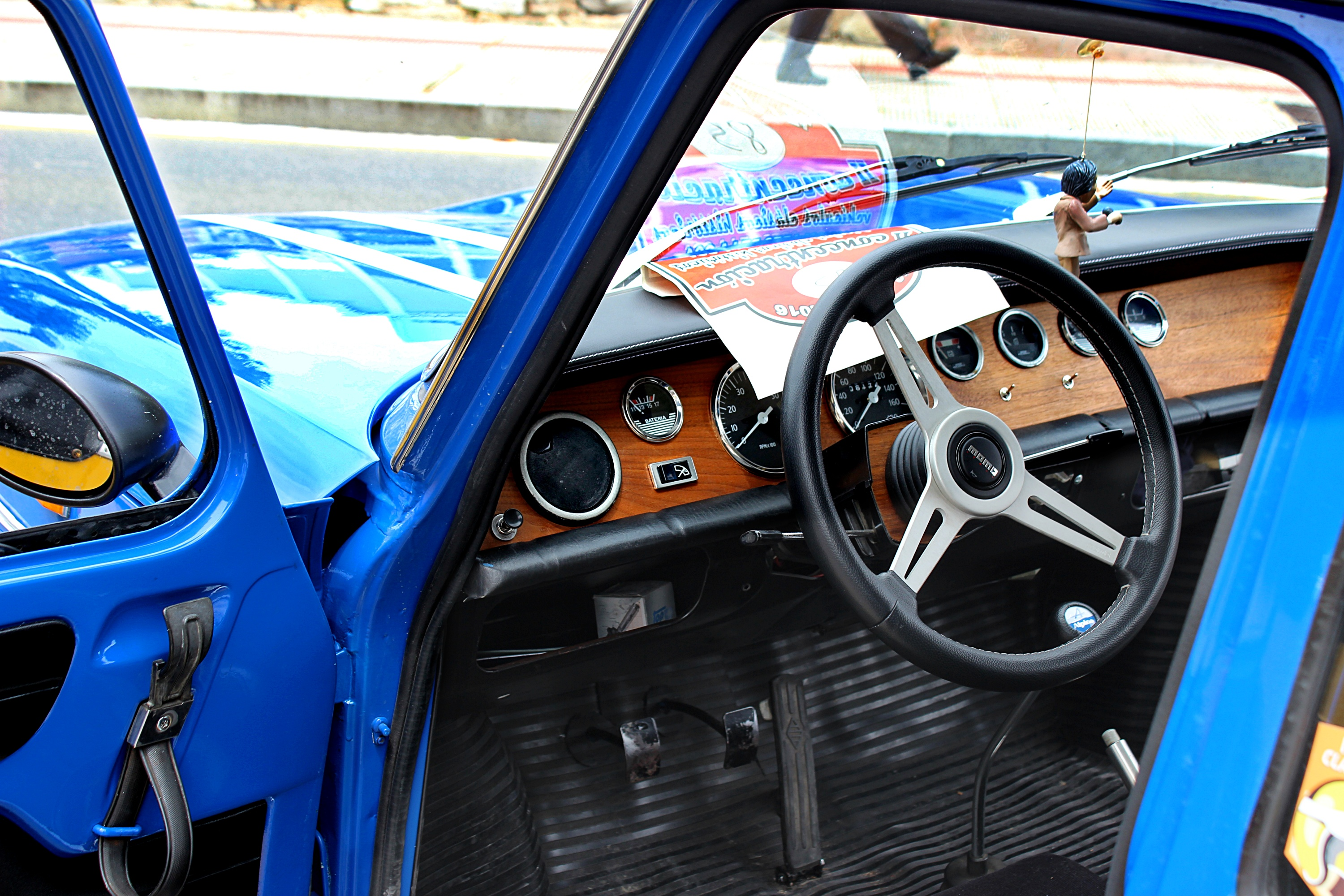
Обновлённый салон Renault 8 с круглыми приборами. На двери, сверху рукоятка открывания, снизу петля для захлопывания.

К тому времени округлые формы стали выходить из моды, уступив место плоскостям и острым граням. Так что, более современный новый четырехдверный седан стал квадратным, с большими окнами и был хорошо узнаваем благодаря характерному вогнутому капоту спереди (вообще-то — это крышка багажника). Салон стал немного шире и пассажиры с удовольствием устраивались в более мягких и комфортабельных креслах. Несмотря на то, что передняя панель была даже обита искусственной кожей, всё в салоне было по-спартански просто. Перед водителем размещался небольшой прямоугольный спидометр с блоком контрольных ламп понизу. Все автомобили стандартно оборудовались отопителем, а для обдува летом использовались расположенные по краям воздуховоды. Интересной особенностью было то, что задние окна не опускались, а сдвигались в сторону.
Появившаяся чуть позже улучшенная модель Renault 8 Major, уже имела полноценную переднюю панель с новыми круглыми приборами и перчаточным ящиком, а также сиденья с регулируемой по углу наклона спинкой. Такую спинку можно было полностью откинуть, получив большое и ровное место для отдыха. А по заказу автомобиль комплектовался даже ремнями безопасности.
Автомобиль имел расположенный сзади продольно двигатель, объединённый с коробкой передач. Спереди размещались аккумулятор и запасное колесо, которое находилось под полом основного багажника объёмом 240 литров. Куртку, пальто или зонтик можно было разместить за спинкой заднего сиденья, там размещалось дополнительное багажное отделение объёмом 60 литров.
Представленный чуть позже более крупный и лучше отделанный Renault 10 имел спереди багажник объёмом 315 литров. Полностью новая передняя панель этой модели помимо новых приборов имела запирающийся на ключ перчаточный ящик и встраиваемое (по заказу) радио. В 1968 году «десятка» была обновлена. Модель получила новые квадратные фары, по иному расположенные фонари сзади и некоторые изменения в салоне, повышающие комфорт пассажиров. На некоторые версии, в частности, стали устанавливать подголовники, что было редкостью в то время.

## Двигатели и трансмиссия

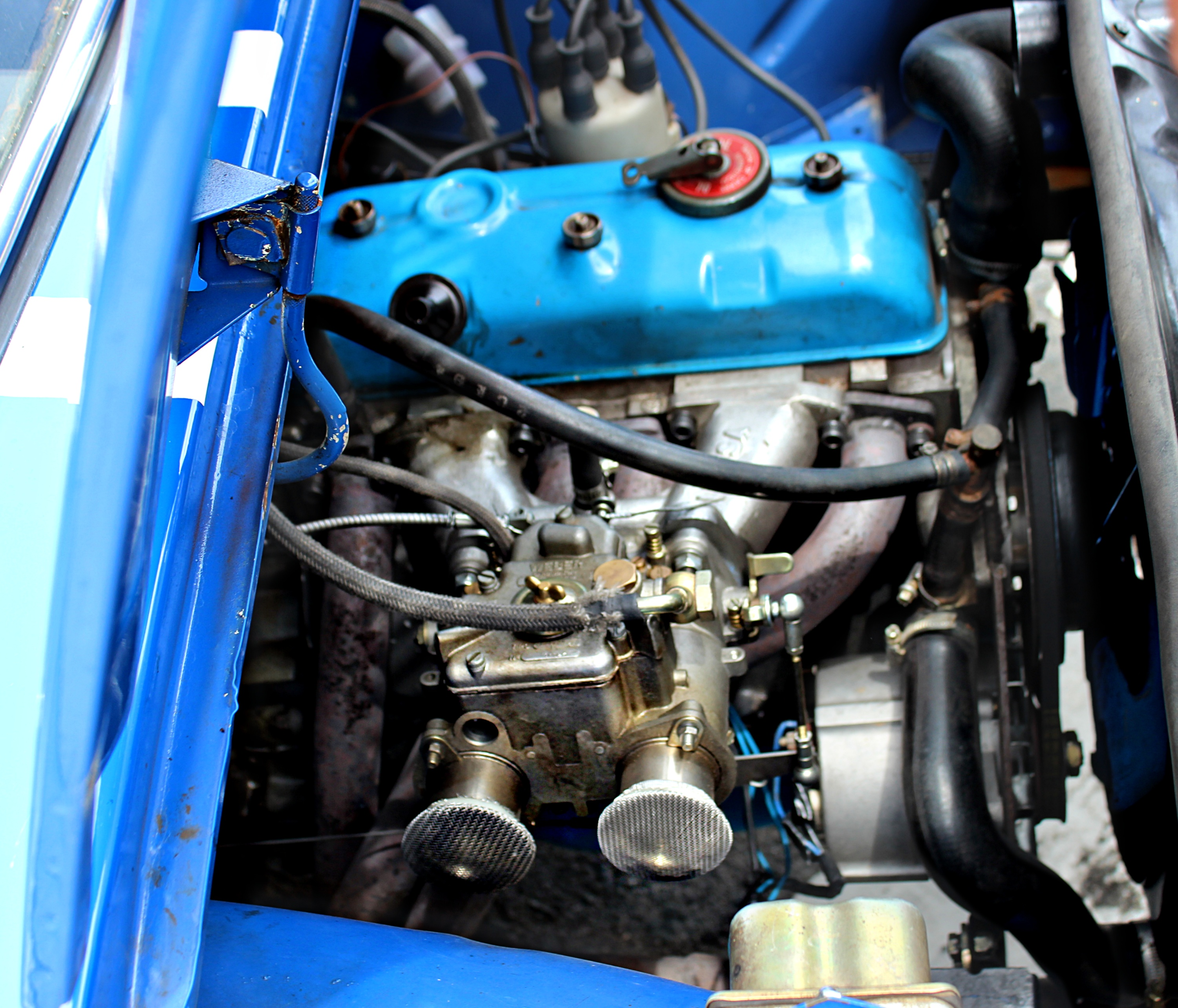
Двигатель Renault 8. Справа виден вентилятор установленного сзади автомобиля радиатора.

Сзади продольно на автомобиль устанавливались двигатели нового разработанного семейства Renault Cléon-Fonte (фр.), которые совсем недавно дебютировали на Flofide и Caravelle. Четырёхцилиндровые рядные моторы имели чугунный блок цилиндров и головку из алюминиевого сплава. Размещённые в головке клапаны приводились коромыслами и короткими толкателями от расположенного в блоке распредвала (OHV), вращение на который передавалось цепью. Питались двигатели от карбюраторов разных типов. Все моторы имели замкнутую жидкостную систему охлаждения не требующую обслуживания.
Перед двигателем по ходу движения автомобиля устанавливалась первоначально с трёх-, а позже четырёхступенчатая механическая коробка передач. От встроенного в коробку дифференциала (Transaxle) с помощью качающихся полуосей вращение передавалось на ведущие задние колёса.
На более роскошную и дорогую модель Renault 10 устанавливали автоматическую коробку передач. Это была обычная механическая трехступенчатая коробка, выбор передач в которой осуществлялся с помощью электромагнитов, а переключения — с помощью электромоторов. В качестве сцепления использовалась электромагнитная муфта, заполненная ферромагнитным порошком, вязкость которого менялась под действием электрического поля. Центробежный регулятор, связанный с педалью акселератора и двигателем, управлял моментом переключения, замыкая и размыкая в нужный момент контакты. Все элементы системы были связаны между собой релейным блоком.
Водитель управлял коробкой, нажимая кнопки на передней панели. Для перевода в нейтральное положение использовалась кнопка «N», чтобы начать движение, надо было нажать кнопку «D», задний ход активировался кнопкой «R». Кроме того, нажатием кнопок «2» или «1», можно было принудительно запретить переход на высшие передачи, что иногда требовалось при движении в тяжёлых дорожных условиях.

## Ходовая часть

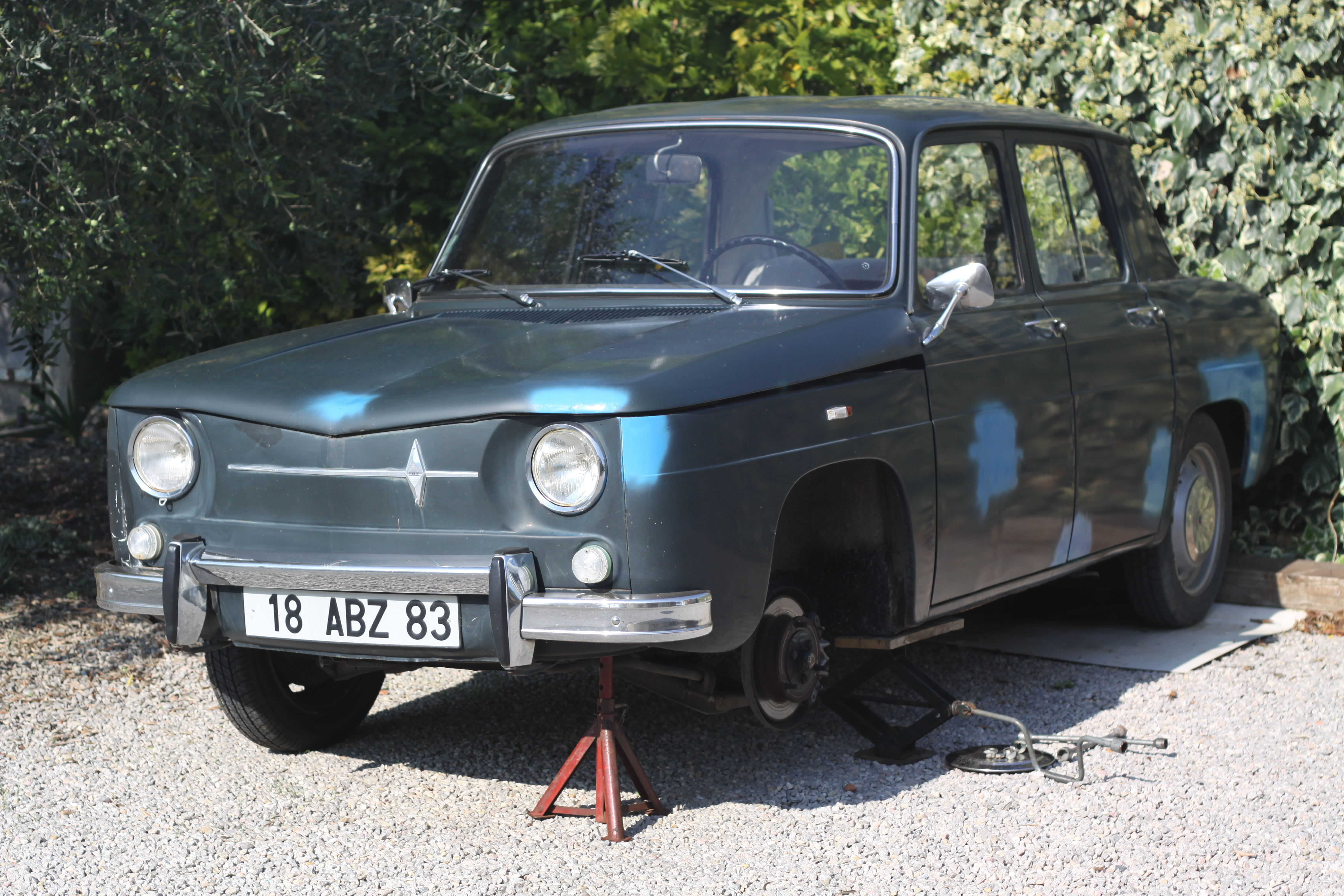
На автомобиль устанавливались четыре одинаковых дисковых тормоза.

Плавный ход автомобиля обеспечивала полностью независимая пружинная подвеска: спереди — на двойных поперечных рычагах, сзади же использовались поперечные рычаги и качающиеся полуоси. Благодаря применению реечного механизма, рулевое управление было лёгким и точным. Интересной особенностью модели, на которую особо обращали внимание в рекламных проспектах, было применение дисковых тормозов и спереди, и сзади. Такое в те времена было возможно только на гоночных автомобилях. Но, на выпускаемых в Испании автомобилях, сзади, всё-таки, устанавливались барабаны.

## Оценка
Журналисты британского издания Autocar в первую очередь отметили очень удобные кресла тестируемого Renault 8. Далее, их удивил достаточно просторный багажник спереди. Новый двигатель работал на удивление мягко и оказался достаточно экономичным. Механическая коробка передач работала отлично. Правда, после длительного пробега на высокой скорости, в ней появлялся дребезг на холостом ходу. Дисковые тормоза на всех колёсах, уникальная черта Renault 8, точно и аккуратно останавливали автомобиль. Усилие на педали тормоза было умеренным, меньше ожидаемого для автомобиля без усилителя. Рулевое управление было очень лёгким, как на всех заднеприводных автомобилях Renault. И очень точным, с хорошим «нулём» по центру, что позволяло не утруждать себя при движении на высокой скорости. Автомобиль демонстрировал некоторую степень избыточной или недостаточной поворачиваемости в зависимости от того, разгонялся он, или тормозил двигателем. Всё, как и должно быть, на заднеприводном автомобиле. В целом же после проезда по стандартному тестовому маршруту управляемость автомобиля можно назвать замечательной. Мелкие неровности дороги в основном гасились шинами, пологие же волны вызывали некоторую раскачку автомобиля. При переезде дорожных стыков иногда ощущалось подергивание задней подвески. На скользком покрытии задок быстрее терял сцепление с дорогой, но скольжение развивалось постепенно, что позволяло корректировать его рулём. Комфорт подвески не идеален по сравнению с управляемостью, но по ровной дороге автомобиль ехал плавно, что в сочетании с мягкими креслами и высокой посадкой позволяло без устали двигаться долгие часы. В целом Renault 8 можно охарактеризовать как хороший и современный небольшой автомобиль, демонстрирующий высокий уровень комфорта и ходовых свойств, в своём классе, при разумной цене.
Опубликованное в американском автомобильном журнале Road Test Magazine подробное, на 11 страницах сравнение Renault 8 с Фольксваген Жук, полностью отдало пальму первенства французскому автомобилю. Если вы хотите, пишут журналисты, действительно комфортабельный и тихий автомобиль, с прекрасной управляемостью и потрясающими тормозами, не требующий частого обслуживания и с хорошей топливной экономичностью, то ваш выбор — только Renault. В оправдание Жука можно сказать, что он на 30 лет старше. Да, это «крепкий» во вех смыслах автомобиль и, если бы он был единственным на рынке, то, безусловно, получил бы медаль. Но в последние годы появилось множество сильных конкурентов и Renault 8 как раз один из них.

## Производство

Dacia 1100

С 1965 по 1976 год Renauln 8 производился в Испании на заводе FASA-Renault. Всего было изготовлено примерно 260 тысяч автомобилей.
С 1966 года Renault 8 и 10 собирались из поставляемых из Франции машинокомплектов в Болгарии, в Пловдиве. По контракту автомобили под маркой Bulgarrenault должны были продаваться только внутри страны, но вскоре они появились в Югославии, Австрии и на Ближнем Востоке. Так что, в 1970 году Renault разорвала контракт и прекратила поставки. Точное количество произведённых автомобилей неизвестно, по разным оценкам всего было собрано от 4000 до 6450 штук.
Осенью 1966 года компания Renault заключила соглашение с правительством Румынии о строительстве автозавода в Питешти. Там планировалось организовать выпуск новейшей модели Renault 12. Но, когда через два года завод был построен, новый автомобиль ещё не был готов. И тогда было решено загрузить предприятие сборкой модели Renault 8, названной Dacia 1100. С 1968 по 1972 в Румынии было собрано примерно 37 тысяч таких автомобилей.

## Renault 8 Gordini

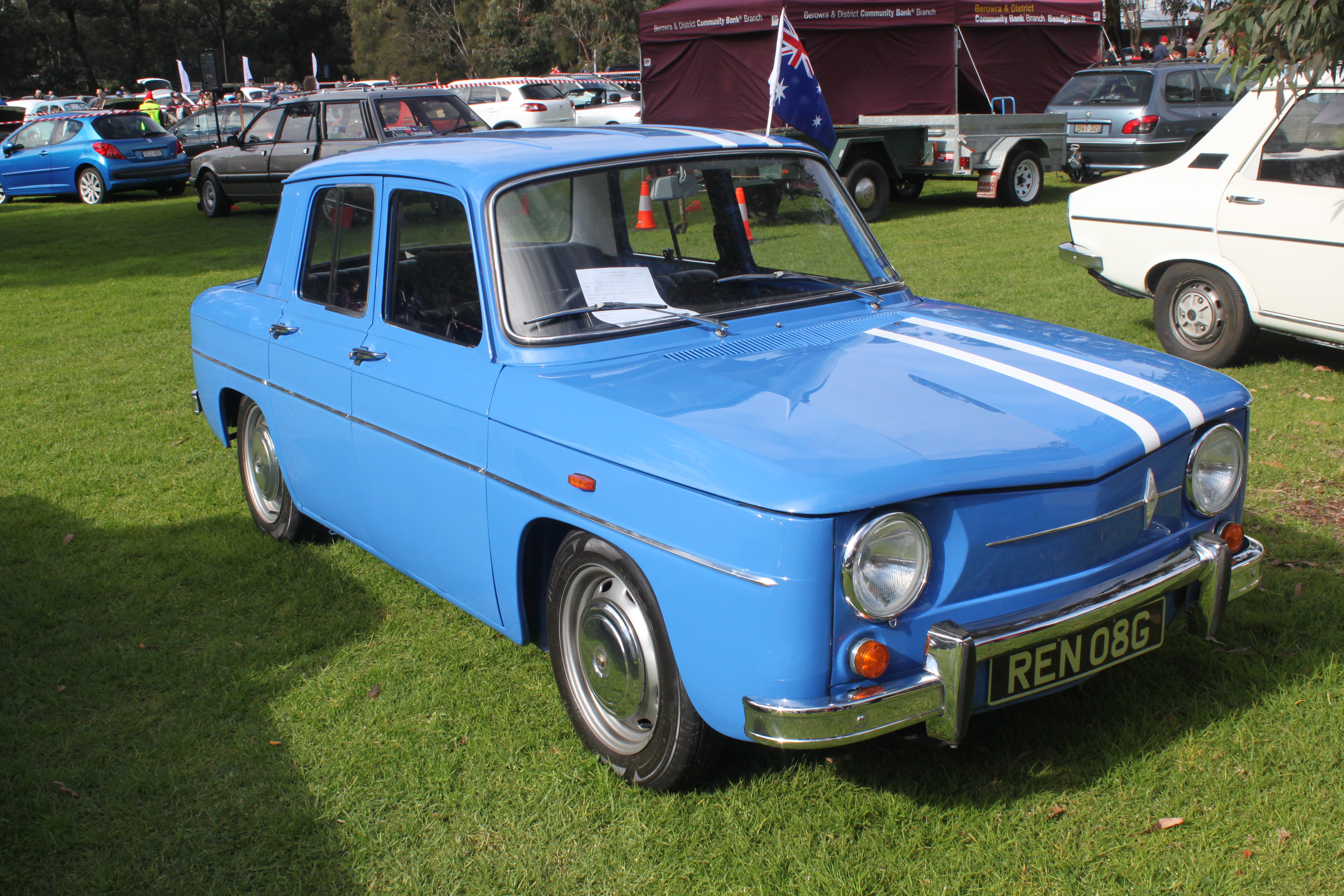
Renault 8 Gordini

Вскоре после выхода в свет Renault 8, было решено создать спортивную версию автомобиля, которая при минимальном удорожании разгонялась бы до 155 километров в час. Работа была поручена двум проектным группам: под руководством Гордини (англ. Amédée Gordini), который показывал чудеса модернизации Dauphin и собственному спортивному подразделению Renault, руководимому в то время Франсуа Ландоном (François Landon).
Через год два представленных для тестирования автомобиля показали примерно одинаковое время на круге и максимальную скорость на уровне 152 километров в час. А к следующему состязанию, через месяц, Гордини приготовил сюрприз: двигатель с новой головкой цилиндров и двумя карбюраторами, который развивал 87 лошадиных сил. Поначалу, несмотря на большую мощность, автомобиль не был быстрее, пока не догадались снять капот (сзади). И тогда была достигнута феноменальная скорость 172 километра в час! Оказалось, что мотор просто перегревался и не выдавал всей мощности. Группа Ландона показала машину с заниженной на 10 сантиметров крышей, полагая, что за счёт уменьшения лобового сопротивления можно поднять максимальную скорость. Попытка оказалась неудачной и на Renault решили отправить в серию модель с новым двигателем.
Осенью 1964 года на Парижском автосалоне Renault 8 Gordini был представлен широкой публике. Модель отличалась огромными фарами, четырьмя амортизаторами на задней оси, более «коротким» рулевым, тормозами с усилителем и 95-сильным двигателем с двумя карбюраторами Солекс. Но самым заметным была конечно же была покраска в знаменитый гоночный «Французский синий» (фр. Bleu de France) цвет, дополненный двумя белыми продольными полосками. В 1966-м была представлена ещё более мощная версия модели с 1300-кубовым мотором. Такой автомобиль разгонялся до 175 километров в час и преодолевал километровую дистанцию со стартом с места за менее чем за 32 секунды.

## Спорт
В 1964 году бразильский филиал Willys Overland для своего спортивного подразделения купил два стандартных Renault 8. Отдельно были приобретены двигатели и вся дополнительная механика от модели Gordini. Такая схема позволила сэкономить на таможенных платежах, очень больших на импортные автомобили в Бразилии того периода. Подготовленные к соревнованиям два гоночных автомобиля были окрашены в традиционный жёлтый цвет.
В сентябре 1965 года начинающий гонщик 19-летний Эмерсон Фиттипльди выиграл свою первую гонку на одном из эти автомобилей. В 1972 году за рулём гоночного болида Lotus он первым из бразильцев стал чемпионом мира Формулы-1.

## Renault 8 Coupé
На Туринском автосалоне 1964 года ателье Ghia представило свою оригинальную разработку — автомобиль Renault R8 Coupé. Созданный дизайнером Филиппо Спарино (Filippo Sapino) прототип продолжил линейку предвоенных разработок этой кузовостроительной фирмы. Дальнейшего развития проект не получил, это был всего лишь первый опыт сотрудничества Renault и Ghia.